# 埃格林根
埃格林根（法語：Eglingen，法語發音：[eɡliŋ(ɡ)ən] ⓘ）是法国上莱茵省的一个市镇，属于阿尔特基什区。 

## 地理
埃格林根（47°39'55"N, 7°10'55"E）面积3.72 平方千米，位于法国大東部大區上莱茵省，该省份为法国东部内陆省份，是阿尔萨斯的一部分，今与下莱茵省组成了阿尔萨斯欧洲集体，其北临下莱茵省，西接孚日省，西南接贝尔福地区省，东侧沿莱茵河与德国相望，南与瑞士接壤。
与埃格林根接壤的市镇（或旧市镇、城区）包括：巴尔什维莱尔、圣贝尔纳、卡尔斯帕克、阿根巴克。
埃格林根的时区为UTC+01:00、UTC+02:00（夏令时）。

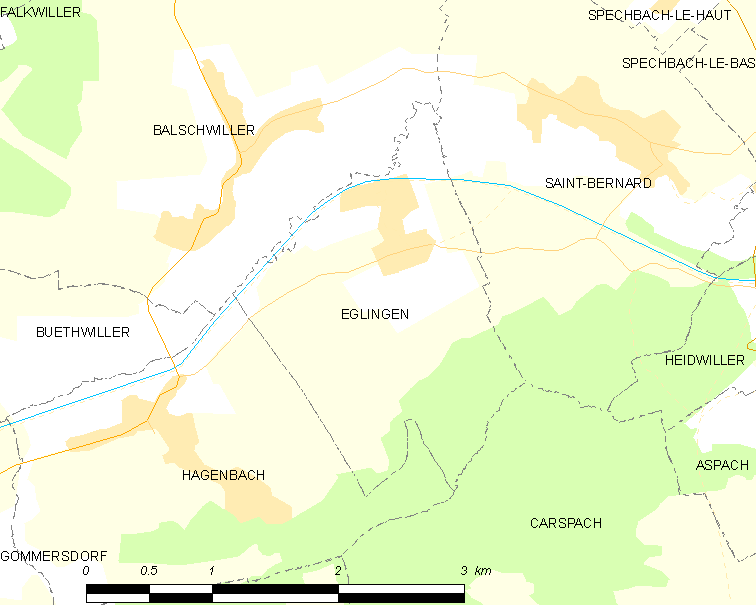
埃格林根的OSM定位图

## 行政
埃格林根的邮政编码为68720，INSEE市镇编码为68077。

## 政治
埃格林根所属的省级选区为马斯沃-尼德布吕克县。

## 人口

1962-2008年间埃格林根人口变化图示

埃格林根于2022年1月1日时的人口数量为365人。